# Donna Donna (film)
Donna Donna is een Nederlandse film uit 1987 en is geschreven en geregisseerd door de gebroeders Hans en Luc van Beek.

## Plot
Felix is nogal een stumper in de liefde en vertelt aan vrienden en kennissen dat hij een relatie heeft met een fotomodel Donna. Echter, hij kan alleen maar bewijzen dat ze op een poster staat, die hij ergens van een muur heeft gestolen. Dan komt er bij hem in het appartementencomplex een nieuwe dame wonen: Esther. Felix doet er alles aan om bij haar in het gevlij te komen zoals een kopje suiker lenen enzovoorts.
Esther blijkt al in een relatie te zitten, maar wanneer die uitraakt, blijkt Felix de schouder te hebben waarop ze kan uithuilen. Maar door gestuntel van Felix raakt deze relatie ook op een dood spoor. Bij toeval ontmoet Felix de moeder van Donna, die hem vertelt dat Donna in München woont en een vreemd leven leidt. Felix besluit de stoute schoenen aan te trekken en reist naar München. Daar aangekomen ontmoet hij Donna en haar lesbische vriendin en beleeft het weekend van zijn leven.

## Rolverdeling
| Acteur          | Personage              |
| --------------- | ---------------------- |
| René van 't Hof | Felix                  |
| Simone Walraven | Esther                 |
| Joke Tjalsma    | Coby                   |
| Glenn Durfort   | Stanley                |
| Bridget George  | Donna/Margot           |
| Lou Landré      | Directeur Schuitemaker |
| Lettie Oosthoek | Coby's moeder          |